# Cadus
Der Cadus war ein antikes Maß für das Volumen von Flüssigkeiten bei den Römern, muss aber dem griechischen Maßsystem zugerechnet werden. Abgeleitet von den auch mit Cadus bezeichneten kleineren irdenen Gefäßen, unterschied man Cadus, den Krug, und die Amphore. Beide waren die Maßgefäße für Wein.
- 1 Cadus = 43 1/5 Dresdner Kannen.[1]

Die Maßkette war
- 1 Cadus = 3 Uruas = 12 Congios = 72 Sextarius = 144 Heminae = 288 Quartariae = 576 Acetabulae  à 1 ½ Cyathi.[2]
- 3 Cadus entsprach etwa 100 Berliner Maß, nach anderer Quelle 33, also ein Liter weniger.[3]

Ein Fass hatte 20 Cadus, also 520,8065 Liter. Das entsprach 26 Liter je Cadus.